# Hilara tricolor
Hilara tricolor är en tvåvingeart som beskrevs av Frey 1955. Hilara tricolor ingår i släktet Hilara och familjen dansflugor. Inga underarter finns listade i Catalogue of Life.